# Leandro Ezquerra
Leandro Ezquerra de León (Montevideo, Uruguay, 5 de junio de 1986) es un futbolista uruguayo, que juega de mediocampista. Integró la selección sub-20 de su país.

## Carrera
Ha estado jugando en River Plate desde 2004. En 2004, obtuvo el título de Segunda División uruguaya ya que su equipo consiguió la promoción necesaria para jugar en Primera División. 
Durante el 2005, participó en la Selección Nacional Uruguaya sub-20 y jugó en el "Sudamericano", celebrado en Colombia en el mismo año.
En el 2003 jugó en la Selección Nacional uruguaya sub-17 el sudamericano jugado en Bolivia.
Tuvo participación en la Selección Nacional mayor en 2006 y 2007 partidos amistosos en España y Sudáfrica.

## Clubes[2]
| Club                    | País      | Año       |
| ----------------------- | --------- | --------- |
| River Plate             | Uruguay   | 2004-2009 |
| Defensor Sporting       | Uruguay   | 2009-2010 |
| River Plate             | Uruguay   | 2010-2011 |
| El Tanque Sisley        | Uruguay   | 2011-2012 |
| Brasil de Pelotas       | Brasil    | 2012      |
| Atlético Venezuela      | Venezuela | 2012-2013 |
| Racing de Montevideo    | Uruguay   | 2013-2014 |
| Huachipato              | Chile     | 2014-2015 |
| Racing de Montevideo    | Uruguay   | 2015-2017 |
| Juventud de Las Piedras | Uruguay   | 2017      |
| Torque                  | Uruguay   | 2018-2021 |